# Tadeusz Pokrywka
Tadeusz Pokrywka (ur. 17 lipca 1947 w Strupicach) – polski polityk, przedsiębiorca, samorządowiec, poseł na Sejm I kadencji, były prezydent Legnicy.

## Życiorys
Ukończył w 1967 Liceum Ogólnokształcące im. Stefana Żeromskiego w Jeleniej Górze, następnie do 1990 pracował Wojewódzkiej Spółdzielni Ogrodniczo-Pszczelarskiej w Legnicy. Członek ZMS w latach 1964–1968 i 1971–1974 (od 1972 przewodniczący komitetu zakładowego), członek PZPR od 1972. W 1980 odszedł z partii i przystąpił do „Solidarności”. Po wprowadzeniu stanu wojennego zajmował się kolportażem prasy podziemnej, organizacją Dni Kultury Chrześcijańskiej, pielgrzymek, pomocy dla internowanych i ich rodzin. W latach 80. był zatrzymywany i przesłuchiwany.
W 1989 stanął na czele legnickiego Komitetu Obywatelskiego, w 1990 przystąpił do ROAD. W tym samym roku został prezydentem Legnicy, funkcję tę pełnił do 1991. Sprawował także mandat posła na Sejm I kadencji z listy Unii Demokratycznej. Należał następnie do Unii Wolności, w 2005 został członkiem Partii Demokratycznej.
W 2000 założył i kierował Polskim Stowarzyszeniem Napojowym w Warszawie. W 2003 współtworzył i został prezesem Krajowej Izby Gospodarczej „Przemysł Spożywczy”. Stały współpracownik branżowych czasopism „Przemysł Fermentacyjny i Owocowo-Warzywny”.
W 2015 odznaczony przez prezydenta Bronisława Komorowskiego Krzyżem Kawalerskim Orderu Odrodzenia Polski. W 1994 odznaczony Brązowym Krzyżem Zasługi. W 1997 otrzymał odznakę „Zasłużony dla Województwa Legnickiego”.